# Fuluälven
Fulan eller Fuluälven er et ældre navn på Västerdalälven, og bruges nu om en af Västerdalälvens kildefloder, som er 80 kilometer lang, og løber i Dalarna i Sverige. Fulan begynder i Övre Fulusjön i Älvdalens kommune ca 10 km vest for Idre (ved riksväg 70 mod Norge) og sydpå mod Mellersta Fulusjön og Nedre Fulusjön. Derpå bøjer Fulan af mod sydøst rundt langs Fulufjället Nationalpark og Fulufjället (1.040 m ö.h.), siden igen mod syd. Ved Fulunäs løber den sammen med Görälven som kommer fra vest, hvilket nærmest fordobler vandmængden, og herfra kaldes den for Västerdalälven. Fuluälvens eget afvandingsområde er på 882 km².